# Этевак
Этевак (арм. Հետևակ) — вид организационной единицы древнеармянской армии, в особенности в период правления Тиграна II Великого. Этевак делился на гунды (полки), арюраки (сотни) и исняки (пятидестки). Одновременно в зависимости от вооружения этевак также делился на лёгкий и тяжёлый. Этевак, как правило, был вооружён луком и стрелой, мечом и щитом.